# Alois Philipp Hellmann
Alois Philipp Hellmann (* 19. April 1841 im Olbersdorf, Bezirk Freudenthal, Markgrafschaft Mähren; † 29. Mai 1903 in Wien) war ein böhmisch-österreichischer Apotheker, Journalist und Schriftsteller.

## Leben
Hellmann wurde als Sohn eines Lehrers geboren und ging auf das Gymnasium in Troppau, bevor er 1857 in die pharmazeutische Praxis ging und 1860 seine Tirozinalprüfung ablegte. Ab 1862 studierte er Pharmazie in Wien und Pest. Während seines Studiums war er 1862 Gründungsbursche und erster Senior der Wiener Burschenschaft Alemannia. Er machte 1864 seinen Mag. pharm. Von 1870 bis 1871 war er als Lehrer für Warenkunde an der Wiener Handelsakademie tätig. 1873 wurde er in Pest zum Dr. phil. promoviert.
Hellmann arbeitete ab 1875 in verschiedenen Apotheken in Österreichisch Schlesien, Graz und Wien. Von 1875 bis 1891 war er Provisor der Apotheke Zum goldenen Adler in Wien. Er eröffnete 1876 in Ober-St.-Veit die Apotheke Zum Genfer Kreuz, die er 1879 verkaufte. 1887 kaufte Hellmann die Wiener Apotheke Zur heiligen Dreifaltigkeit, die er bis 1893 durch einen Revisor betreiben ließ. 1893 erwarb er in Wien die Apotheke Zur Barmherzigkeit. Von 1895 bis 1899 organisierte er die Medikamenteneigenregie in den Wiener k. k. Krankenanstalten.
Er war der Gründer und Herausgeber der seit 1868 erscheinenden Pharmaceutischen Post, die er 1883 an seinen Mitarbeiter Hans Heger (1855–1940) verkaufte, und des seit 1869 erscheinenden Pharmazeutischen Almanachs. 1873 beteiligte sich Hellmann an der Gründung der Österreichischen pharmazeutischen Gesellschaft, zu deren Präsident er gewählt wurde. 1876 war er Geschäftsführer des Apothekertages.
Hellmann war außerordentliches Mitglied des Obersten Sanitätsrats und 11 Jahr lang des Gremialausschusses. Er betätigte sich in der Leitung des Deutschen Schulvereins und des Deutschen Vereins.
An der I. Internationalen pharmazeutischen Ausstellung in Wien war er beteiligt und 1896 bei der II. Internationalen pharmazeutischen Ausstellung in Prag Ehrenpräsident und Juror. 1898 beteiligte er sich an der Jubiläumsausstellung in Wien.
Er verfasste Opernlibretti für den Chormeister Anton Vogl und Gedichte.

## Veröffentlichungen (Auswahl)
- Opernlibretto für Gräfin Stella von Anton Vogl, Uraufführung Graz 1876.
- Opernlibretto für Hermann der Cherusker von Anton Vogl.

## Ehrungen
- 1898: Franz-Joseph-Orden, Ritterkreuz
- Ehrenmitglied der Pharmazeutischen Gesellschaft Moskau
- Ehrenmitglied der Pharmazeutischen Gesellschaft Prag
- Ehrenmitglied der Pharmazeutischen Gesellschaft St. Petersburg
- Ehrenmitglied des Deutschen Pharmazeuten-Vereins Graz
- Ehrenmitglied des Deutschen Pharmazeuten-Vereins Wien